# Odynerus melanchrous
Odynerus melanchrous är en stekelart som beskrevs av Kohl 1907. Odynerus melanchrous ingår i släktet lergetingar, och familjen Eumenidae. Inga underarter finns listade i Catalogue of Life.